# European Academic Research Network
Le European Academic and Research Network (EARN, ou Réseau universitaire et de recherche européen) est un réseau informatique qui réunit les universités et les centres de recherche en Europe. En 1983, grâce au financement d'IBM, EARN est relié à son équivalent aux États-Unis, le réseau Bitnet, par une ligne dédiée et une passerelle. Il partage le même protocole et l'espace de nommage. 
Le 20 octobre 1994, le réseau EARN fusionne avec RARE (Réseaux associés pour la recherche européenne) pour former TERENA.